# 新界區專線小巴71線
新界專線小巴71線是由棉記汽車營運的一條元朗區專線小巴線，來往元朗（元朗泰衡街）及河背村，經凹頭、錦田、錦上路站及石湖塘。而71A線則屬71線的短途班次，往返錦上路站及長莆村。
運輸署官方小巴路線資料所示的「石湖塘（河背村）」實際是兩個不同地方，石湖塘在錦上路、八鄉路以北，河背村則在馬鞍崗山腳，靠近河背水塘，附近地方可看到大欖隧道元朗出入口，總站則在村公所旁。
71線和71A線均途經八鄉路往返河背村或長莆村，小巴會在大欖隧道轉車站八鄉出入口附近停站。

## 簡介及歷史
- 1985年11月15日：運輸署公開招標11組共24條專綫小巴新路線，此線與72編為同一組。[1]
- 1986年8月16日：71線投入服務，途經元朗大馬路、錦田公路及未具名道路（現稱錦河路）。[2][3]
- 2003年12月16日：配合西鐵第1期通車，來回程繞經錦上路西鐵站。[4]
- 2016年8月1日：延長尾班車時間。
- 2019年6月2日：增設短途班次71A線，來往長莆村及錦上路站。[5]

## 服務時間及班次
71
- 每日元朗市開：05:30-21:30（15分鐘一班）
- 每日河背村開：06:00-22:00（15分鐘一班）

71A
- 每日錦上路站開：06:00-21:30（20-30分鐘一班）
- 每日長莆村開：06:15-21:45（20-30分鐘一班）

## 收費
71
- 全程收費：$8.2
  - 元朗（元朗泰衡街）往返錦田蒙養學校：$6.6
  - 河背村往返錦上路：$6.6
  - 河背村往返八鄉路（大欖隧道轉車站）：$4.4（只適用於現金付款）

71A
- 全程收費：$6.6
  - 長莆村往返八鄉路（大欖隧道轉車站）：$4.4（只適用於現金付款）

| - 此路線大小同價。 - 65歲或以上長者使用長者或個人八達通（包括「樂悠咭」），合資格殘疾人士使用「殘疾人士身份」個人八達通，以及60至64歲香港居民使用「樂悠咭」繳付車資，均可享有每程劃一$2.0的政府長者及合資格殘疾人士公共交通票價優惠計劃。 - 乘客可以現金或八達通卡於上車時付款，不設找贖。 - 繳付車資前請向司機揚聲，否則需付全費。 |

## 行車路線
71
- 往河背村'途經：元朗泰衡街、元朗東堤街、元朗安樂路、朗業街、青山公路 – 元朗段、錦田公路、錦上路、東匯路、錦上路站公共運輸交匯處、東匯路、錦上路、石田路、錦莆路、八鄉路、錦河路及河背村通道
- 往元朗（元朗泰衡街）途經：河背村通道、錦河路、八鄉路、錦莆路、石田路、錦上路、東匯路、錦上路站公共運輸交匯處、東匯路、錦上路、錦田公路、青山公路、擊壤路、元朗安寧路及元朗泰衡街

71A
- 往長莆村途經：東匯路、錦上路、石田路、錦莆路、八鄉路、錦莆路及長莆村通道
- 往錦上路站途經：長莆村通道、錦莆路、八鄉路、錦莆路、石田路、錦上路及東匯路

綠字路段為鄉郊路段，不影響行車安全時沿途皆可上落客。
受專綫小巴發牌條件所限，71線即使滿載及沒有乘客要求前往錦上路站亦須繞經，營辦商更在車廂內張貼告示提醒司機及乘客。